# Akiva Goldsman

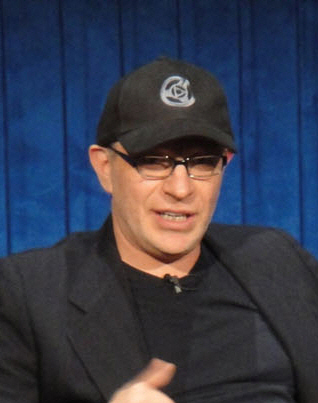
Akiva Goldsman (2011)

Akiva Goldsman (New York, 7 juli 1962) is een Amerikaanse filmproducent en scenarioschrijver van Joodse afkomst.
Zijn bekendste films als producent zijn:
- Lost in Space (1998)
- Deep Blue See (1999)
- Starsky & Hutch (2004)
- Mr. & Mrs. Smith (2005)
- Poseidon (2006)
- I Am Legend (2007)
- Paranormal Activity 2 (2010)
- Paranormal Activity 3 (2011)
- Paranormal Activity 4 (2012)

en als scenarioschrijver:
- Batman Forever (1995)
- A Time to Kill (1996)
- Batman & Robin (1997)
- Practical Magic (1998)
- A Beautiful Mind (2001)
- I, Robot (2004)
- Cinderella Man (2005)
- The Da Vinci Code (2006)
- I Am Legend (2007)
- The 5th Wave (2016)
- Rings (2017)